# Namsang Airport
Namsang Airport är en flygplats i Myanmar.   Den ligger i regionen Shanstaten, i den centrala delen av landet, 210 km nordost om huvudstaden Naypyidaw. Namsang Airport ligger 973 meter över havet.
Terrängen runt Namsang Airport är platt. Runt Namsang Airport är det ganska glesbefolkat, med 22 invånare per kvadratkilometer. I omgivningarna runt Namsang Airport växer huvudsakligen savannskog.